# 肖舍普拉角
肖舍普拉角（英語：Chaucheprat Point），是南極洲的海岬，位於葛拉漢地，處於茹安維爾群島的喬納森島西北端，在1838年由儒勒·迪蒙·迪維爾命名，現時由南極條約體系管理。